# Düffel (Landschaft)

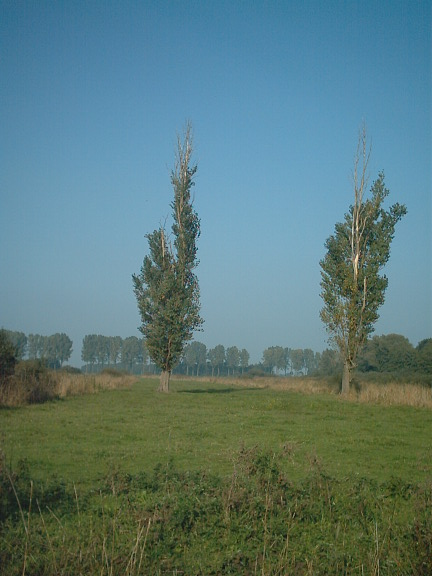
Die typische Landschaft der Düffel, hier das Kranenburger Bruch

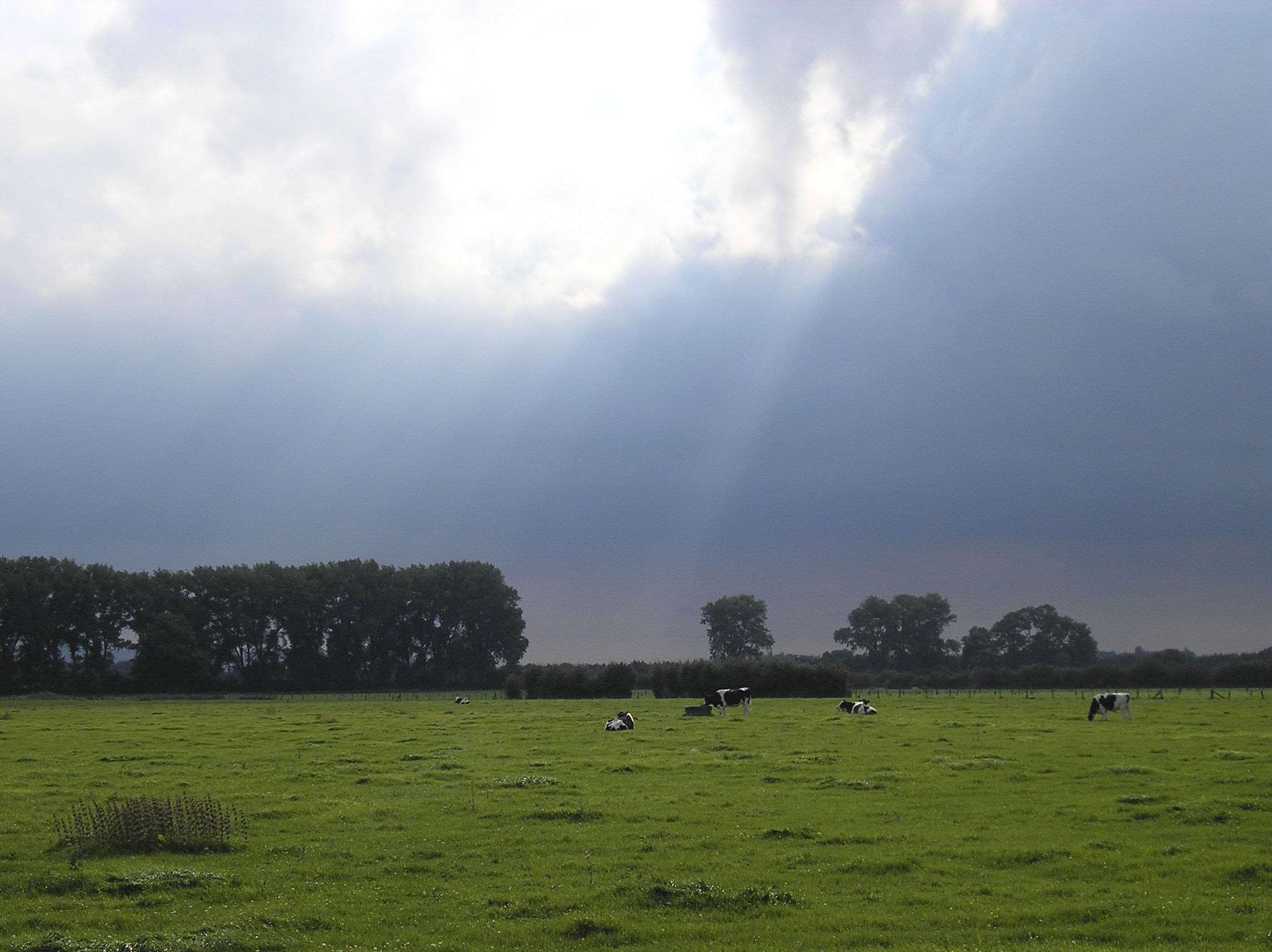
Düffellandschaft bei Mehr (Kranenburg)

Die Düffel (auch als Düffelt bezeichnet) ist eine deutsch-niederländische Kultur- und Naturlandschaft am unteren Niederrhein zwischen Kleve und Nijmegen (deutsch Nimwegen).

## Ausdehnung
Das historische Amt Düffel umfasste die Dörfer Düffelward, Keeken, Bimmen, Mehr, Niel sowie die niederländischen Dörfer Kekerdom und Leuth. Im heutigen Sprachgebrauch wird zu „Düffel“ die gesamte Rheinniederung unterhalb des Niederrheinischen Höhenzuges zwischen Kleve und Nijmegen gezählt, so dass auch Rindern, Donsbrüggen, Nütterden, Kranenburg, Zyfflich ebenso wie die niederländischen Dörfer Millingen, Persingen, Beek, Ubbergen, Erlecom und Oij dazu gerechnet werden.

## Geschichte
Vom 8. bis 10. Jahrhundert ist in den Quellen ein Düffelgau (pagus Dublinsis, Tubalgouw etc.) mehrfach erwähnt. Im 13. Jahrhundert gehörte die Düffel zum Richteramt und Distrikt Nijmegen und war in der Folgezeit ein Amt in der Grafschaft bzw. im Herzogtum Geldern. 1473 gelangte die Düffel an das Herzogtum Kleve und wurde bald darauf mit dem Land Kranenburg administrativ vereinigt. Verwaltungssitz war das Haus Germenseel. Mit dem Herzogtum Kleve fiel die Düffel 1609/14 an Brandenburg-Preußen und 1794 an Frankreich; die Franzosenzeit begann. Nach dem Wiener Kongress 1815 kam die Düffel wieder an Preußen, jedoch wurden Kekerdom und Leuth bereits 1816 an die Niederlande abgetreten.
Große Hochwasser gab es 1809, 1855, 1861 und 1926.
Anfang 1945 überschritten Truppen der Westalliierten im Zuge der Operation Veritable den Rhein. Truppen der Wehrmacht sprengten zahlreiche Rheindeiche; auch starben viele Zivilisten durch die künstlich erzeugten Hochwasser.
Beim Rheinhochwasser 1995 hielten alle Deiche (anders als befürchtet) den Fluten stand. Gleichwohl waren dieses Hochwasser sowie das Oderhochwasser 1997, das Elbehochwasser 2002 und andere große Hochwässer ein Anlass dafür, über Verbesserungen an den bestehenden Deichen nachzudenken.

### Sozial- und Wirtschaftsgeschichte
Zu Anfang des 19. Jahrhunderts war die Düffel ein fruchtbares Agrarüberschussgebiet (das allerdings gelegentlich (beispielsweise 1816) von Überschwemmungen betroffen war): 

„Die Düffelt ist bekanntlich ein eingedeichter Polder[...] Das einzige Gewerbe desselben ist Landwirtschaft: ungefähr 2/3tel der sehr fruchtbaren Felder sind zur Viehzucht und 1/3tel zum Ackerbau bestimmt. Die Bewohner teilen sich mit Ausnahme von einigen wenigen Schiffern und Fischern in Bauern und Tagelöhner. Erstere besitzen nach ihren Vermögensumständen größere oder geringere Höfe und einen diesen angemessenen aber immer sehr reichen Viehstand; dagegen beschränkt sich der Besitzstand der letzteren auf eine kleine Hütte und einen daran gelegenen einige Ruten deckenden sogenannten Kohlgarten, eine Kuh und ein Schwein, äußerst selten besitzen sie außerdem noch einige Ruten Ackerland. Die Bauern ziehen für ihre Wirtschaften Roggen, Buchweizen, Gemüse (vorzüglich Kartoffel) und Heu zum Viehfutter, zum Verkaufe aber Weizen, Gerste, Hafer und Tabak. Dabei weidet jeder nach seinen Umständen einige Stück Vieh fett und verkauft noch junges Rindvieh und Schweine.“